# محله هوایی کینگستون
محله هوایی کینگستون (به انگلیسی: Kingston Airpark) یک فرودگاه خصوصی است که یک باند فرود چمن دارد و طول باند آن ۹۱۴ متر است. این فرودگاه در شهر استیتن، اورگن کشور ایالات متحده آمریکا قرار دارد و در ارتفاع ۲۶۵ متری از سطح دریا واقع شده است.